# Bible Study Fellowship
Bible Study Fellowship ( BSF)은 체계적인 성경 공부를 제공하는 국제적인 기독교 평신도 모임으로 초교파적, 범 교회적 모임이다. 1959년 영국 출신 중국 선교사인 Audrey Wetherell Johnson이 설립했다.
BSF는 1952년 중국 내륙선교회(CIM) 선교사인 A. 웨더렐 존슨이 캘리포니아에서 몇몇 친구들을 위해 진행한 체계적인 성경공부 프로그램으로부터 시작되었다. "1958년, 존슨 여사는 빌리 그레이엄의 신 전도집회에서 회심한 사람들을 대상으로 성경 수업을 진행하기 위해 샌프란시스코로 초청 받았다." BSF는 1959년에 시작되었다.
존슨 여사가 은퇴한 후, 로즈메리 젠슨이 사무총장(Executive Director, ED)으로 임명되어 약 20년 동안 임무를 수행했다. 그녀는 2000년에 라피키 재단 국제 부문의 책임자로 취임하여, 이후 텍사스의 샌 안토니오에서 플로리다주 유스티스로 이주할 때까지 섬겼다. 이후 진 니스트랜드 여사가 ED 임무를 수행했다. 2009년에는 수지 로완이 사무총장이 되었고 2021년, 수지 로완이 은퇴하고 이사회에 의해 홀리 로버츠가 새로운 사무총장으로 임명되었다.
60년이 된 이 국제적인 기관은 마케팅 및 학습 자료 배포를 테크놀로지를 사용하는 방식으로 전환하기 시작한 무렵 covid 팬데믹으로 인해 수천 개의 성경 공부 모임을 온라인으로 전환했다.

## 회원이 있는 나라들
2006년 8월 31일을 기준으로 한 해당 기관의 990 양식에 따르면, BSF는 미국, 호주, 영국, 홍콩, 케냐, 싱가포르에 사무실을 운영하고 있으며, 다음 35개 국가에 재정적 이해 관계를 가지고 있다.
| - Australia - Belize - Bermuda - Brazil - Canada - China - Ecuador - United Kingdom - France - Ghana - Hong Kong - Hungary (Class closed in May 2007) | - India - Indonesia - Israel - Japan - Kenya - Madagascar - Malaysia - Myanmar - Netherlands - New Zealand - Nigeria - Peru | - Philippines - Singapore - South Africa - South Korea - Switzerland - Taiwan - Tanzania - Thailand - USA - Uganda - Vietnam - Zimbabwe |

## 교리적 입장과 실천사항
BSF는 모든 리더들이 동의해야 하는 신앙 고백문을 가지고 있다. 그것은 믿음을 통한 은혜 로 인한 구원 ( 엡 2:8)을 강조하는 동시에 거룩한( 성화된 ) 생활 방식을 강조한다.
BSF의 신앙 고백에 동의하는 어떤 BSF 참가자든, 그 신앙 고백이 그들이 속한 교회와 충돌하지 않을 경우에는 BSF의 리더십 직책에 부름받을 수 있다. BSF는 참가자가 속한 교회의 신앙 고백과 BSF의 신앙 고백이 충돌할 경우에는 그들을 리더로 부르지 않도록 한다.

## 참조
1. 1 2  Form 990 for the tax year ending August 31, 2006[깨진 링크] from the Foundation Center
2. ↑  “Our history”. 《Bible Study Fellowship》. 2015년 7월 10일에 원본 문서에서 보존된 문서. 2016년 12월 12일에 확인함.
3. ↑  Maria Baer. (March 13 2020). "COVID-19 Forces Hundreds of Bible Study Fellowship Classes Online". Christianity Today website Retrieved 21 September 2021.
4. ↑  BSF Statement of Faith[깨진 링크(과거 내용 찾기)] from the BSF website
5. ↑  BSF Statement of Faith[깨진 링크(과거 내용 찾기)] from ministrywatch.com